# 高体若鲹
高体若鲹（学名：Carangoides equula）为輻鰭魚綱鱸形目鲹科鲹属的鱼类。该物种的模式产地在日本。

## 命名及分類
高体若鲹首先由荷蘭自然學家Coenraad Jacob Temminck和Hermann Schlegel於1844年根據從日本海域採集的標本進行科學描述，該標本被指定為模式種。他們將這種物種命名為Caranx equula，儘管該物種後來被轉移到Carangoides，並為它創造了一個新屬，即Kaiwarinus，該屬目前被認為是無效的，儘管1988年對Carangidae的系統發育的評論發現它是有效的，並且是Pseudocaranx的姐妹屬，與Carangoides沒有密切關係。該物種於1974年獨立更名為Carangoides acutus，但在ICZN命名規則下被拒絕作為初級同義詞。

## 分布
本魚分布於印度太平洋區，深度64-226公尺，從東非、阿曼灣、日本南部、阿拉弗拉海、澳洲、紐西蘭至復活節島海域。

## 特徵
本魚體呈長橢圓形且側扁，側線明顯，前半部呈弓狀突起，口具絨毛狀齒，體色為銀色，背部藍綠色，腹部銀白色，背鰭2個，背鰭硬棘9枚，背鰭軟條23-25枚，臀鰭硬棘3枚，臀鰭軟條21-24枚，第2背鰭、臀鰭基部及尾鰭暗黃色，胸鰭及腹鰭白色，體長可達50公分。

## 生態及經濟利用
成魚主要棲息在大陸棚及大陸坡，眼睛能夠適應黑暗，具有良好視力，屬肉食性，以底棲性的甲殼類、頭足類及小型魚類為食。在日本，本魚有一個很長的產卵季節，從5月到10月，在此期間雌魚反復產卵，每批釋放13,862至79,899個卵，可做為食用魚。